# Actínido

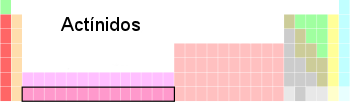
Actínidos en la tabla periódica de los elementos (rodeados por un borde negro).

Los actinoides (nombre recomendado por la IUPAC) o actínidos son un grupo de elementos que forman parte del periodo 7 de la tabla periódica. Estos elementos, junto con los lantánidos, son llamados elementos de transición interna. El nombre procede del elemento químico actinio, que suele incluirse dentro de este grupo, que da un total de 15 elementos, desde el de número atómico 89 (el actinio) al 103 (lawrencio).
Estos elementos presentan características parecidas entre sí. Tienen un alto número atómico, y todos sus isótopos son radiactivos. Excepto el uranio y el torio, que tienen isótopos de muy larga vida media, los demás tienen vidas medias cortas y no se encuentran más que en ínfimas cantidades en la naturaleza. La desintegración radiactiva del uranio produce cantidades transitorias de actinio y protactinio, y ocasionalmente se producen átomos de neptunio y plutonio a partir de reacciones de transmutación en minerales de uranio. Los demás son totalmente sintéticos.
| Nombre      | N.º atómico | Símbolo |
| ----------- | ----------- | ------- |
| Actinio     | 89          | Ac      |
| Torio       | 90          | Th      |
| Protactinio | 91          | Pa      |
| Uranio      | 92          | U       |
| Neptunio    | 93          | Np      |
| Plutonio    | 94          | Pu      |
| Americio    | 95          | Am      |
| Curio       | 96          | Cm      |
| Berkelio    | 97          | Bk      |
| Californio  | 98          | Cf      |
| Einstenio   | 99          | Es      |
| Fermio      | 100         | Fm      |
| Mendelevio  | 101         | Md      |
| Nobelio     | 102         | No      |
| Lawrencio   | 103         | Lr      |

En la tabla periódica, estos elementos se suelen situar debajo del resto, junto con los lantánidos, dando una tabla más compacta que si se colocaran entre los elementos del bloque s y los del bloque d, aunque en algunas tablas periódicas sí que se pueden ver situados entre estos bloques, dando una tabla mucho más larga.
Desde la publicación del Libro rojo (1985, p. 45), la IUPAC recomienda el uso de «actinoide» en lugar de «actínido». El sufijo -ido generalmente indica un ion negativo; sin embargo, debido al amplio uso actual, todavía se permite el término actínido. Dado que actinoide significa ‘similar al actinio’ (cf. humanoide, androide), se ha argumentado por razones semánticas que el actinio no puede ser lógicamente un actínido, pero la IUPAC reconoce su inclusión en función del uso común.
Todos los actínidos son elementos del bloque f, excepto el último (lawrencio), que es un elemento del bloque d: sobre esta base se ha cuestionado a veces la inclusión del lawrencio entre los actínidos, ya que también es un metal de transición. La serie corresponde mayoritariamente al llenado de la corteza electrónica 5f, aunque en el estado fundamental muchos tienen configuraciones anómalas que implican el llenado de la corteza 6d debido a la repulsión interelectrónica. En comparación con los lantánidos, también en su mayoría elementos del bloque f, los actínidos muestran una valencia mucho más variable. Todos ellos tienen un atómico y radio iónico muy grandes y presentan una gama inusualmente amplia de propiedades físicas. Mientras que el actinio y los actínidos tardíos (a partir del americio) se comportan de forma similar a los lantánidos, los elementos torio, protactinio y uranio son mucho más parecidos a los metales de transición en su química, y el neptunio y el plutonio ocupan una posición intermedia.
Todos los actínidos son radiactivos y liberan energía en su desintegración radiactiva; el uranio y el torio naturales, y el plutonio producido sintéticamente son los actínidos más abundantes en la Tierra. Se utilizan en reactores nucleares y armas nucleares. El uranio y el torio también tienen diversos usos actuales o históricos, y el americio se utiliza en las cámaras de ionización de los detectores de humo más modernos.
De los actínidos, el primordial torio y el uranio se encuentran de forma natural en cantidades sustanciales. La desintegración radiactiva del uranio produce cantidades transitorias de actinio y protactinio, y ocasionalmente se producen átomos de neptunio y plutonio a partir de reacciones de transmutación en mineral de uranio. Los otros actínidos son puramente elemento sintéticos. Las pruebas con armas nucleares han liberado al menos seis actínidos más pesados que el plutonio en el entorno; el análisis de los restos de la explosión de una bomba de hidrógeno en 1952 mostró la presencia de americio, curio, berkelio, californio, einstenio y fermio.
En las presentaciones de la tabla periódica, los elementos del bloque f se muestran habitualmente como dos filas adicionales debajo del cuerpo principal de la tabla. Esta convención es enteramente una cuestión de estética y practicidad de formato; una tabla periódica de formato ancho raramente utilizada inserta las series 4f y 5f en sus lugares apropiados, como partes de las filas sexta y séptima de la tabla (períodos).

## Propiedades generales del grupo
Los actínidos se encuentran en el periodo siete de la tabla periódica. Cada uno tiene 86 electrones dispuestos de manera similar a la de los átomos del gas noble radón, con tres electrones más que se pueden disponer en los orbitales 6d y 7s, y con electrones adicionales empaquetados en los orbitales.
Específicamente, la serie se encuentra formada por la inserción de un electrón más por cada elemento nuevo que se sucede, subyacente en el orbital 5f. Los electrones de valencia, sin embargo, se hallan principalmente en los orbitales 6d y 7s. Por eso, la diferencia patrón entre los átomos de los elementos de la serie es el único electrón profundo en la nube electrónica; pero el hecho es que, debido a su ubicación en la capa quinta, este electrón que los distingue realmente afecta las propiedades químicas de los actínidos en una escala muy menor; los electrones del orbital 5f no se involucran en la formación de enlaces o uniones químicas con otros átomos.

## Propiedades químicas

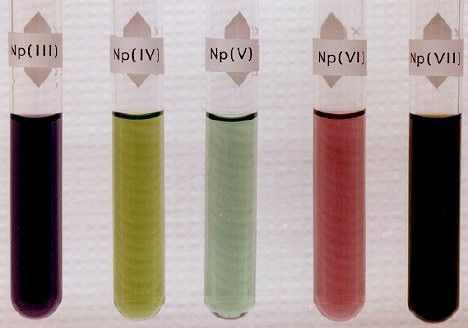
Neptunio en estados de oxidación III, IV, V, VI, VII

La química de estos elementos puede ser entendida más fácilmente en términos de estructuras atómicas y sus efectos en la formación de enlaces químicos. Tres tipos generales de enlaces pueden formar: iónicos, en la que los electrones de valencia son cambiados del átomo menos al más electronegativo, produciendo cargas de signo opuesto, que se encuentran atraídos por diferencia de carga; covalentes, en las cuales un par de electrones es compartido con cada átomo; y metálica en la cual la disposición de los átomos permite a los electrones moverse por la estructura. Estos átomos enlazados pueden ser representados con diversas fórmulas: molecular, estructural y general.

## Descubrimiento, aislamiento y síntesis
| Elemento   | Año        | Método                                              |
| ---------- | ---------- | --------------------------------------------------- |
| Neptunio   | 1940       | Bombardeo de 238U con neutrones                     |
| Plutonio   | 1941       | Bombardeo de 238U con deuterones                    |
| Americio   | 1944       | Bombardeo de 239Pu con neutrones                    |
| Curio      | 1944       | Bombardeo de 239Pu con partículas alfa              |
| Berkelio   | 1949       | Bombardeo de 241Am con partículas alfa              |
| Californio | 1950       | Bombardeo de 242Cm con partículas alfa              |
| Einstenio  | 1952       | Como resultado de una explosión nuclear             |
| Fermio     | 1952       | Como resultado de una explosión nuclear             |
| Mendelevio | 1955       | Bombardeo de 253Es con partículas alfa              |
| Nobelio    | 1965       | Bombardeo de243Am con 15N o 238U con 22Ne           |
| Lawrencio  | 1961 –1971 | Bombardeo de 252Cf con 10B ó 11B y de 243Am con 18O |

Al igual que los lantánidos, los actínidos forman una familia de elementos con propiedades similares. Dentro de los actínidos, hay dos grupos que se solapan: los elementos transuránicos, que siguen al uranio en la tabla periódica; y los elementos transplutónicos, que siguen al plutonio. En comparación con los lantánidos, que, excepto el prometio, se encuentran en la naturaleza en cantidades apreciables, la mayoría de los actínidos son raros. La mayoría no se encuentran en la naturaleza, y de los que sí, sólo el torio y el uranio lo hacen en cantidades superiores a trazas. Los actínidos más abundantes o fáciles de sintetizar son el uranio y el torio, seguidos del plutonio, el americio, el actinio, el protactinio, el neptunio y el curio.
La existencia de elementos transuránicos fue sugerida en 1934 por Enrico Fermi, basándose en sus experimentos. Sin embargo, aunque en aquella época ya se conocían cuatro actínidos, aún no se comprendía que formaran una familia similar a los lantánidos. La opinión predominante que dominó las primeras investigaciones sobre los transuránicos era que se trataba de elementos regulares del 7.º período, correspondiendo el torio, el protactinio y el uranio al hafnio, el tántalo y el wolframio, respectivamente, del 6.º período. La síntesis de transuránicos fue socavando gradualmente este punto de vista. En 1944 la observación de que el curio no presentaba estados de oxidación superiores a 4 (mientras que su supuesto homólogo del 6.º periodo, el platino, puede alcanzar el estado de oxidación 6) llevó a Glenn Seaborg a formular la "hipótesis de los actínidos". Los estudios de los actínidos conocidos y los descubrimientos de otros elementos transuránicos aportaron más datos en apoyo de esta postura, pero la expresión "hipótesis de los actínidos" (lo que implica que una "hipótesis" es algo que no se ha demostrado de forma decisiva) siguió siendo utilizada activamente por los científicos hasta finales de la década de 1950.
En la actualidad, existen dos métodos principales para producir isótopos de elementos posteriores al plutonio: (1) irradiación de los elementos más ligeros con neutrones; (2) irradiación con partículas cargadas aceleradas. El primer método es más importante para las aplicaciones, ya que sólo la irradiación con neutrones mediante reactores nucleares permite producir cantidades considerables de actínidos sintéticos; sin embargo, se limita a elementos relativamente ligeros. La ventaja del segundo método es que se pueden obtener elementos más pesados que el plutonio, así como isótopos deficientes en neutrones, que no se forman durante la irradiación neutrónica.
En 1962-1966, hubo intentos en Estados Unidos de producir isótopos de transplutonio utilizando una serie de seis explosiones nucleares subterráneas. Se extrajeron pequeñas muestras de roca de la zona de la explosión inmediatamente después del ensayo para estudiar los productos de la explosión, pero no se pudo detectar ningún isótopo con número másico superior a 257, a pesar de las predicciones de que tales isótopos tendrían vidas medias de desintegración α relativamente largas. Esta no observación se atribuyó a la fisión espontánea debido a la gran velocidad de los productos y a otros canales de desintegración, como la emisión de neutrones y la fisión nuclear.

### Del actinio al uranio

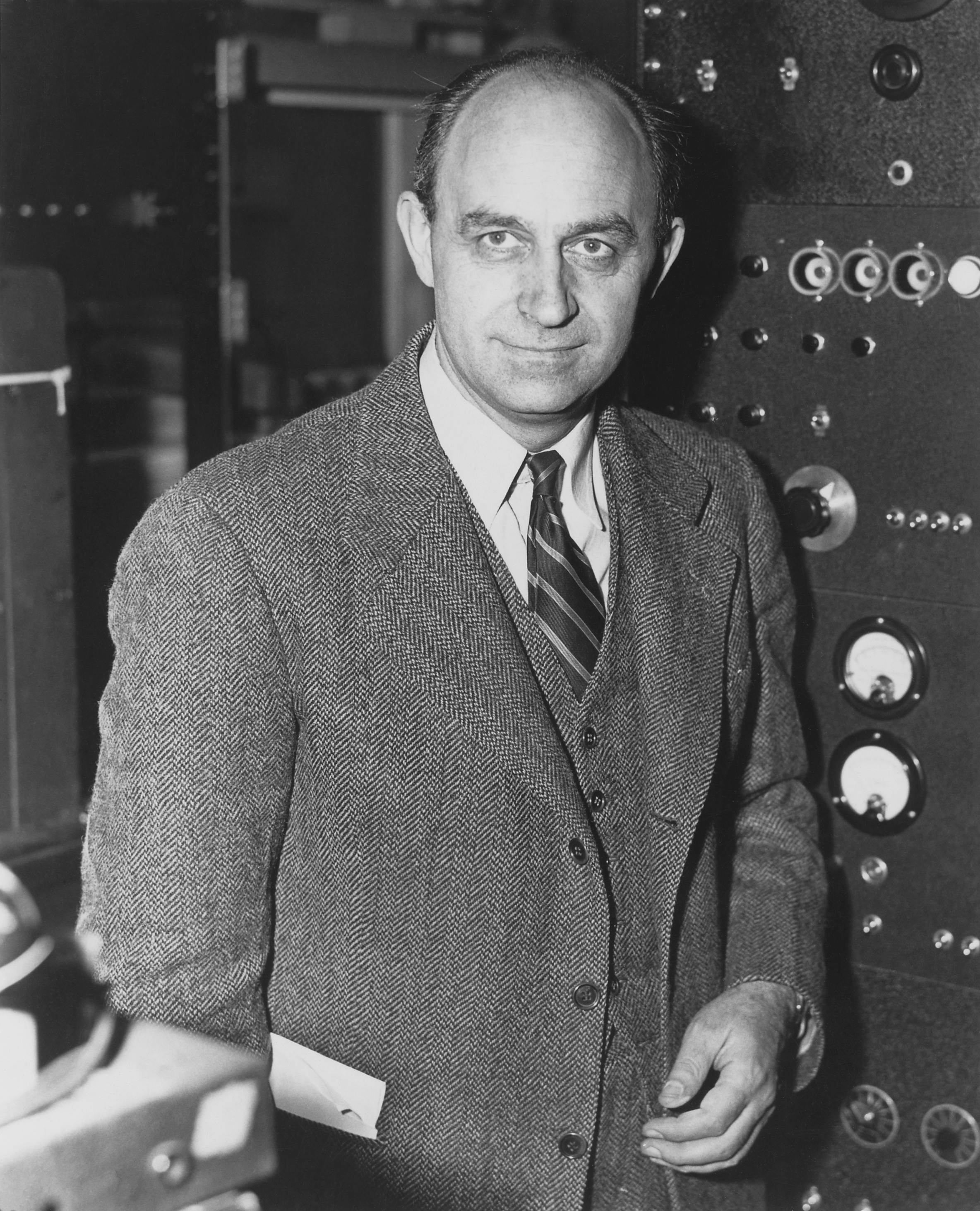
Enrico Fermi sugirió la existencia de elementos transuránicos en 1934.

El uranio y el torio fueron los primeros actínidos descubiertos. El uranio fue identificado en 1789 por el químico alemán Martin Heinrich Klaproth en el mineral pechblenda. Le dio el nombre del planeta Uranus, que había sido descubierto ocho años antes. Klaproth consiguió precipitar un compuesto amarillo (probablemente diuranato sódico) disolviendo pechblenda en ácido nítrico y neutralizando la solución con hidróxido sódico. A continuación, redujo el polvo amarillo obtenido con carbón vegetal y extrajo una sustancia negra que confundió con metal. Sesenta años más tarde, el científico francés Eugène-Melchior Péligot lo identificó como óxido de uranio. También aisló la primera muestra de uranio metálico calentando tetracloruro de uranio con potasio metálico. La masa atómica del uranio se calculó entonces en 120, pero Dmitri Mendeleev en 1872 la corrigió a 240 utilizando sus leyes de periodicidad. Este valor fue confirmado experimentalmente en 1882 por K. Zimmerman.
El óxido de torio fue descubierto por Friedrich Wöhler en el mineral torianita, hallado en Noruega (1827). Jöns Jacob Berzelius caracterizó este material con más detalle en 1828. Mediante la reducción del tetracloruro de torio con potasio, aisló el metal y lo denominó torio en honor al Dios nórdico del trueno y el relámpago Thor. El mismo método de aislamiento fue utilizado posteriormente por Péligot para el uranio.
El actinio fue descubierto en 1899 por André-Louis Debierne, ayudante de Marie Curie, en los residuos de pechblenda que quedaban tras la eliminación del radio y el polonio. Describió la sustancia (en 1899) como similar al titanio y (en 1900) como similar al torio. Sin embargo, el descubrimiento del actinio por Debierne fue cuestionado en 1971 y 2000, argumentando que las publicaciones de Debierne en 1904 contradecían su trabajo anterior de 1899-1900. En cambio, este punto de vista da crédito al trabajo de 1902 de Friedrich Oskar Giesel, quien descubrió un elemento radiactivo llamado emanio que se comportaba de forma similar al lantano. El nombre actinio procede del en griego antiguo: ακτίς, ακτίνος (aktis, aktinos), que significa rayo o rayo. Este metal fue descubierto no por su propia radiación, sino por la radiación de los productos hijos. Debido a la gran similitud entre el actinio y el lantano y a su baja abundancia, el actinio puro sólo pudo producirse en 1950. El término actínido fue probablemente introducido por Victor Goldschmidt en 1937.
El Protactinio fue posiblemente aislado en 1900 por William Crookes. Fue identificado por primera vez en 1913, cuando Kasimir Fajans y Oswald Helmuth Göhring encontraron el isótopo de vida corta 234mPa (vida media 1,17 minutos) durante sus estudios de la desintegración del 238U. Llamaron al nuevo elemento "bretonio". Llamaron al nuevo elemento brevium (del latín brevis que significa breve); el nombre se cambió a protoactinio (del griego πρῶτος + ἀκτίς que significa "primer elemento del haz") en 1918 cuando dos grupos de científicos, liderados por los austriacos Lise Meitner y Otto Hahn de Alemania y Frederick Soddy y John Cranston de Gran Bretaña, descubrieron de forma independiente el 231Pa, de vida mucho más larga. El nombre se acortó a protactinio en 1949. Este elemento se caracterizó poco hasta 1960, cuando A. G. Maddock y sus colaboradores del Reino Unido aislaron 130 gramos de protactinio de 60 toneladas de residuos que quedaban tras la extracción de uranio de su mineral.